# Iskra (distrikt i Bulgarien, Plovdiv)
Iskra (bulgariska: Искра) är ett distrikt i Bulgarien.   Det ligger i kommunen Obsjtina Părvomaj och regionen Plovdiv, i den centrala delen av landet, 170 km sydost om huvudstaden Sofia.
I omgivningarna runt Iskra växer i huvudsak blandskog. Runt Iskra är det ganska tätbefolkat, med 96 invånare per kvadratkilometer.